# Breuilpont
Breuilpont est une commune française située dans le département de l'Eure, en région Normandie.
Les habitants sont des Breuilpontois.

## Géographie

### Localisation
Les communes limitrophes sont Bueil, Hécourt, Merey, Neuilly et Cravent.
| Hécourt | Villegats  | Cravent              |
| Merey   | Breuilpont | Villiers-en-Désœuvre |
| Neuilly | Bueil      | Villiers-en-Désœuvre |

### Hydrographie
La commune est située dans le bassin Seine-Normandie. Elle est drainée par l'Eure, deux bras de l'Eure, l'Eure et divers autres petits cours d'eau,.
L'Eure, un canal, chenal et cours d'eau naturel non navigable d'une longueur de 229 km, prend sa source dans la commune de Longny les Villages et se jette  dans la Seine à Saint-Pierre-lès-Elbeuf, après avoir traversé 91 communes.

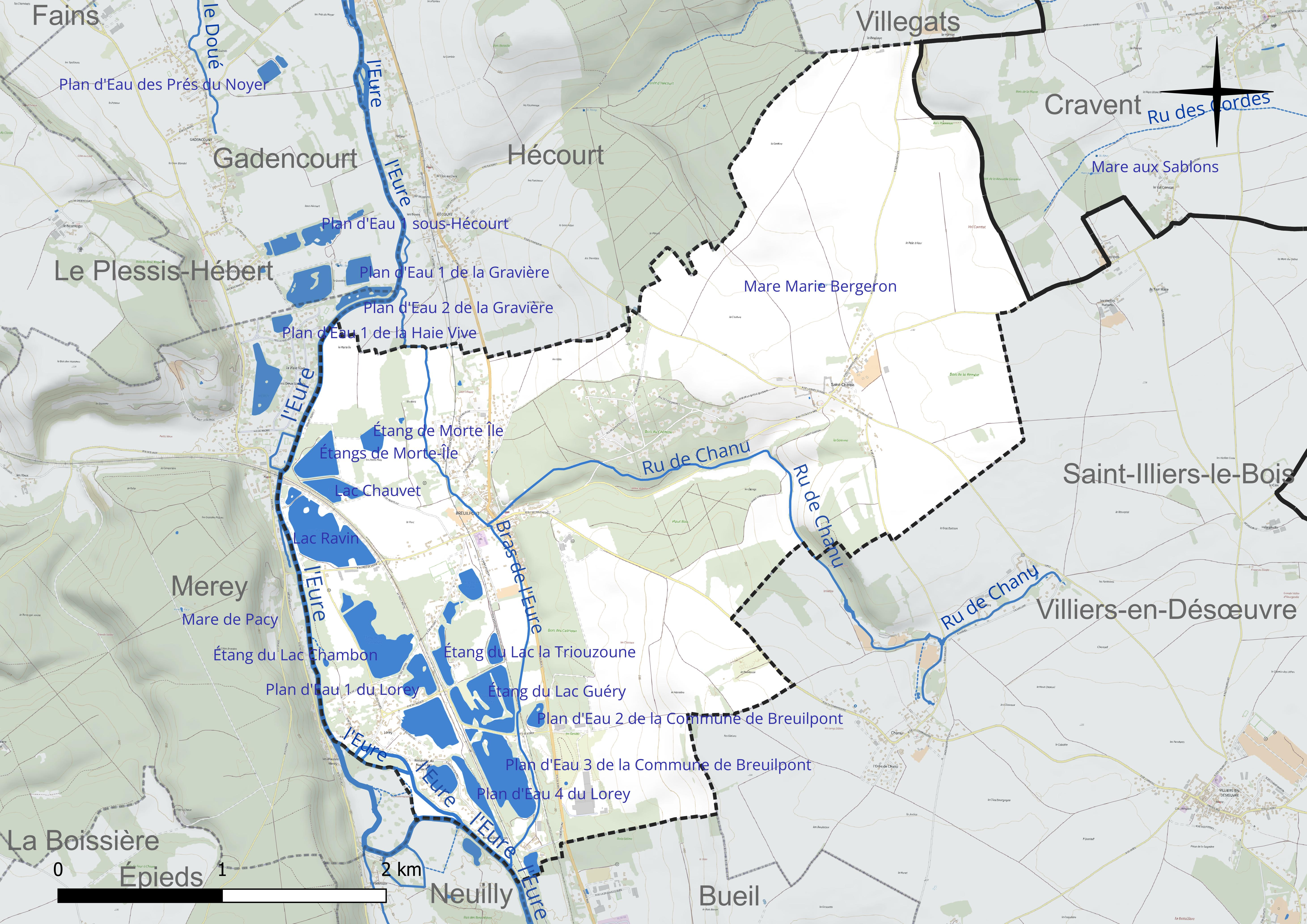
Réseau hydrographique de Breuilpont.

Divers plans d'eau complètent le réseau hydrographique : la mare Marie Bergeron (0 ha), le lac Chauvet (2,9 ha), le lac Ravin (12,8 ha), le plan d'eau 1 du Lorey (3 ha), le plan d'eau 2 de la commune de Breuilpont (1 ha), le plan d'eau 3 de la commune de Breuilpont (10,4 ha), le plan d'eau 3 du Lorey (2,4 ha), le plan d'eau 4 de la commune de Breuilpont (1 ha), le plan d'eau 4 du Lorey (2,9 ha), les étangs de Morte-Île (4,6 ha), l'étang de Morte Île (1,6 ha), l'étang du le lac Chambon (9,9 ha), l'étang du le lac Guéry (8,8 ha), l'étang du le lac la Triouzoune (2,6 ha), l'étang du le lac Madic (2 ha) et l'étang James (6,2 ha),.

### Climat
Pour des articles plus généraux, voir Climat de la Normandie et Climat de l'Eure.
En 2010, le climat de la commune est de type climat océanique dégradé des plaines du Centre et du Nord, selon une étude du CNRS s'appuyant sur une série de données couvrant la période 1971-2000. En 2020, Météo-France publie une typologie des climats de la France métropolitaine dans laquelle la commune est exposée à un climat océanique et est dans la région climatique Sud-ouest du bassin Parisien, caractérisée par une faible pluviométrie, notamment au printemps (120 à 150 mm) et un hiver froid (3,5 °C).
Pour la période 1971-2000, la température annuelle moyenne est de 10,9 °C, avec une amplitude thermique annuelle de 14,5 °C. Le cumul annuel moyen de précipitations est de 661 mm, avec 11,1 jours de précipitations en janvier et 7,9 jours en juillet. Pour la période 1991-2020, la température moyenne annuelle observée sur la station météorologique la plus proche, située sur la commune de Guichainville à 17 km à vol d'oiseau, est de 11,1 °C et le cumul annuel moyen de précipitations est de 659,6 mm,. Pour l'avenir, les paramètres climatiques de la commune estimés pour 2050 selon différents scénarios d’émission de gaz à effet de serre sont consultables sur un site dédié publié par Météo-France en novembre 2022.

## Urbanisme

### Typologie
Au 1er janvier 2024, Breuilpont est catégorisée commune rurale à habitat dispersé, selon la nouvelle grille communale de densité à 7 niveaux définie par l'Insee en 2022.
Elle est située hors unité urbaine. Par ailleurs la commune fait partie de l'aire d'attraction de Paris, dont elle est une commune de la couronne,.

### Occupation des sols
L'occupation des sols de la commune, telle qu'elle ressort de la base de données européenne d’occupation biophysique des sols Corine Land Cover (CLC), est marquée par l'importance des territoires agricoles (63 % en 2018), en diminution par rapport à 1990 (64,3 %). La répartition détaillée en 2018 est la suivante :
terres arables (52,3 %), forêts (16,2 %), zones urbanisées (9,6 %), eaux continentales (9 %), prairies (5,8 %), zones agricoles hétérogènes (4,9 %), zones industrielles ou commerciales et réseaux de communication (2,3 %). L'évolution de l’occupation des sols de la commune et de ses infrastructures peut être observée sur les différentes représentations cartographiques du territoire : la carte de Cassini (XVIIIe siècle), la carte d'état-major (1820-1866) et les cartes ou photos aériennes de l'IGN pour la période actuelle (1950 à aujourd'hui).

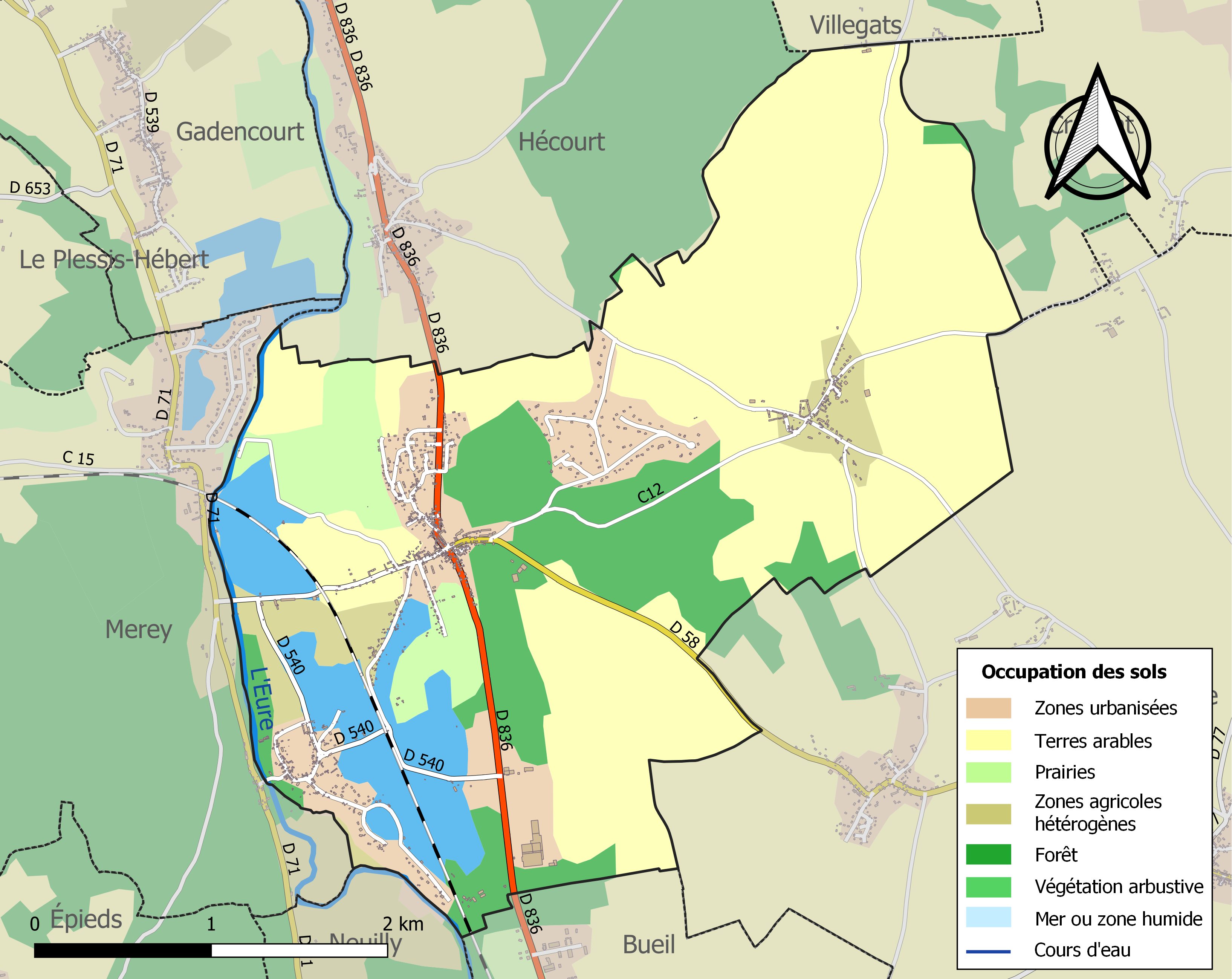
Carte des infrastructures et de l'occupation des sols de la commune en 2018 (CLC).

## Toponymie
Le nom de la localité est attesté sous les formes Brolium Pontis (sans date, pouillés d’Évreux), Breuil de Pont en 1336 (grand cartulaire de Saint-Taurin) ; Brudepont en 1378, Brudepont en 1434; Breul du Pont en 1479 et Brutepont en 1557.
Breuilpont est vraisemblablement une formation toponymique médiévale, dont le second élément -pont, fait allusion à un ouvrage permettant la traversée de la rivière d’Eure. Le premier élément semble être l'ancien français breuil « bois, taillis ». Cependant, étant donné le peu de formes anciennes et leurs contradictions, ce n'est pas établi. On peut supposer comme pour Radepont (Eure), que le premier élément représente en fait un nom de personne.
Quant aux noms des deux hameaux :
- Saint-Chéron (apôtre des Gaules au Ve siècle Caraunus, Ceraunus, sous une forme latine). En 1793, on découvre Saint-Chéron-des-Fontaines, et, en 1828, le village est nommé Saint-Chéron-des-Bois

Voir article connexe : Saint-Chéron (Essonne)
- Lorey, ancienne commune rattachée en 1845 : Lorei au XVe siècle, puis Lorré, Lorray et Lauray ou Laurey  et enfin Loré. En 1828 : Lorei-sur-Eure. Il s'explique vraisemblablement comme Loray (Doubs) par le gallo-roman Lauriacum[18] (*LAURIACU), c'est-à-dire le nom de personne Laurus, suivi du suffixe -(i)acum[18] ou bien Lauretum (LAURETU) « lieu où pousse des lauriers »[18].

## Histoire
Le site de Breuilpont est occupé au moins depuis l'époque gauloise, mais plus près de la rivière, vers Lorey, comme l'atteste, dans le sous-sol, la présence d’armes, de bijoux, d’ossements humains ou d’animaux, provenant de quelques festins, de bijoux et d’objets usuels, métalliques ou en céramique, découverts lors de l’exploitation, dans la première moitié du XXe siècle, de plusieurs ballastières en fond de vallée. Les vestiges d’un cimetière mérovingien, d’un moulin et d’un oratoire y furent également découverts. Mais les traces d’habitations (en bois) avaient disparu.
- 1375 : en pleine guerre de Cent Ans, les barons d’Ivry font fortifier le château de Breuilpont qui se situait un peu plus au sud de l’actuel, au lieu-dit les Quatre Buttes.

C’est au Moyen Âge que Breuilpont, qui faisait partie du marquisat de Bréval, rattachée à l’Île-de-France, passa à la baronnie d’Ivry, puis à la famille de Marcilly. Catherine de Marcilly (fille de Guillemette d’Ivry et de Foulques de Marcilly) épouse Ambroise de Loré, seigneur de Breuilpont, compagnon de Jeanne d’Arc et de Gilles de Rais, aide de camp de Charles VII (Ambroise de Loré fut prévôt de Paris).
Après sa mort, en 1449, sa fille, Charlotte, épouse Robert d’Estouteville et la châtellenie de Breuilpont entre dans une des plus grandes familles de Normandie.
- 1511 : construction de l'église actuelle de Breuilpont placée sous le vocable de saint Martin.
- 6 août 1547 : Louis de Luxembourg († 1475), arrière-arrière-petit-fils d'Ambroise de Loré, cède la châtellenie de Breuilpont à Diane de Poitiers, duchesse de Valentinois, dame d’Ivry et autres lieux et… dame de cœur du roi Henri II. Contrainte à son exil doré d’Anet par Catherine de Médicis, elle restera châtelaine de Breuilpont jusqu’à sa mort, consécutive à une mauvaise chute de cheval, en 1566.
- 1739 : Louis-Antoine Doublet, châtelain de Breuilpont, fait construire l'actuel château qui domine l’église et le village ; l'orangerie du château, en bordure de la route de Villiers-en-Désœuvre, est aujourd’hui devenue la mairie.
- 1752 : création de la confrérie de charité de Breuilpont qui permettait aux « de cujus » les plus pauvres d’être enterrés dignement. Faute de charitons, elle disparaît en 1889.
- 1788[réf. nécessaire] : Madame de La Pouplinière cède la châtellenie de Breuilpont au marquis de Levéville[20], en la personne du magistrat Pierre-François de Maissat ; ce fut le dernier seigneur de Breuilpont.
- Le 22 décembre 1789, par décret, l’Assemblée nationale supprime les Généralités (et les seigneuries) qui délimitaient des « provinces », et divise la France en départements.

12 juillet 1790 : les contours des départements français sont définitivement fixés ; Breuilpont devient commune du département de l’Eure et fait partie du district d’Évreux.
- 1792 : Claude Vallengelier est le premier à signer en tant que maire de Breuilpont, son homologue de Lorey est Pierre Hochon ; à Saint-Chéron, il pourrait s’agir de Jean Normand.
- 24 novembre 1799 : une bataille sanglante se déroule à Breuilpont, opposant les partisans de la seconde chouannerie normande, emmenés par Hilarion-Henri Hingant de Saint-Maur, à un détachement de gardes nationaux et de gendarmes commandés par l’ancien maire de Pacy-sur-Eure, Antoine Depresle, qui est tué au cours des combats.
- 1813 : l’église Saint-Lubin de Lorey est vendue au propriétaire du « château » et devient chapelle privée.
- 1824 : le château de Breuilpont est vendu à Caroline Jeanne Julienne d'Argy, comtesse de Talleyrand-Périgord. À la mort de son époux Auguste-Louis de Talleyrand, le château passe, par voie de succession, à la duchesse de Beaufort, puis au prince Wenceslas de Lobkowicz[Qui ?].
- 8 mai 1845 : ce jour-là, au palais de Neuilly, le roi Louis-Philippe Ier et Charles Duchâtel, son ministre de l’Intérieur, signent l’ordonnance de rattachement des communes de Chéron et de Lorey à la commune de Breuilpont. Par cette fusion, « les communes réunies continueront, s’il y a lieu, à jouir séparément, comme section de commune, des droits d’usage et autres qui pourraient leur appartenir, sans pouvoir se dispenser de contribuer aux charges municipales. » Et, le 23 mai 1845, Firmin Vallengelier, dernier maire, signe l’ultime acte administratif émanant de la commune de Lorey.
- 2 mai 1865 : une souscription-pétition des habitants de Breuilpont-Lorey-Saint-Chéron, à laquelle apportent leur obole de nombreux habitants du canton, autorise la construction d’une passerelle de bois permettant de relier Lorey à Mérey (Les Moulins), rendant ainsi la route plus courte pour rallier Breuilpont, et évitant d’utiliser le bac, décidément trop dangereux.
- 24 mai 1871 : un détachement de 16 sapeurs-pompiers, sous le commandement du capitaine Foynard, quitte Breuilpont pour prêter main-forte aux pompiers parisiens qui luttent contre les violents incendies déclenchés dans la capitale par les Communards.
- 1876 : édification de l’actuelle chapelle de Saint-Chéron à l’emplacement de l’ancienne église démolie vers 1813.
- 1954 : Sacha Guitry, lors du tournage de Napoléon (sorti en 1955), choisit la passerelle de Lorey pour y tourner la scène du franchissement du pont d'Arcole par les troupes napoléoniennes.

## Politique et administration
| Période                                  | Période   | Identité       | Étiquette | Qualité |
| ---------------------------------------- | --------- | -------------- | --------- | ------- |
| mars 2001                                | mars 2014 | Joseph Placier |           |         |
| mars 2014                                | En cours  | Michel Albaro  | SE        | Cadre   |
| Les données manquantes sont à compléter. |           |                |           |         |

## Population et société

### Démographie
L'évolution du nombre d'habitants est connue à travers les recensements de la population effectués dans la commune depuis 1793. Pour les communes de moins de 10 000 habitants, une enquête de recensement portant sur toute la population est réalisée tous les cinq ans, les populations de référence des années intermédiaires étant quant à elles estimées par interpolation ou extrapolation. Pour la commune, le premier recensement exhaustif entrant dans le cadre du nouveau dispositif a été réalisé en 2005.

En 2022, la commune comptait 1 212 habitants, en évolution de −1,22 % par rapport à 2016 (Eure : −0,25 %, France hors Mayotte : +2,11 %).
| 1793 | 1800 | 1806 | 1821 | 1831 | 1836 | 1841 | 1846 | 1851 |
| ---- | ---- | ---- | ---- | ---- | ---- | ---- | ---- | ---- |
| 427  | 419  | 405  | 384  | 458  | 412  | 432  | 728  | 695  |

| 1856 | 1861 | 1866 | 1872 | 1876 | 1881 | 1886 | 1891 | 1896 |
| ---- | ---- | ---- | ---- | ---- | ---- | ---- | ---- | ---- |
| 700  | 686  | 667  | 705  | 671  | 622  | 597  | 540  | 575  |

| 1901 | 1906 | 1911 | 1921 | 1926 | 1931 | 1936 | 1946 | 1954 |
| ---- | ---- | ---- | ---- | ---- | ---- | ---- | ---- | ---- |
| 563  | 580  | 541  | 516  | 557  | 526  | 529  | 604  | 568  |

| 1962 | 1968 | 1975 | 1982 | 1990 | 1999  | 2005  | 2006  | 2010  |
| ---- | ---- | ---- | ---- | ---- | ----- | ----- | ----- | ----- |
| 564  | 512  | 515  | 592  | 985  | 1 111 | 1 142 | 1 139 | 1 193 |

| 2015  | 2020  | 2022  | - | - | - | - | - | - |
| ----- | ----- | ----- | - | - | - | - | - | - |
| 1 197 | 1 210 | 1 212 | - | - | - | - | - | - |

### Festivités
Au début du siècle, les villages de Breuilpont, Lorey et Saint-Chéron, célébraient chacun une fête différente :
- le 10 août à Lorey (à la Saint-Laurent) ;
- la Pentecôte à Saint-Chéron ;
- et au début de l'été à Breuilpont (à la Saint-Martin).

Seule cette dernière a été conservée le premier week-end de juillet.

## Culture locale et patrimoine

### Lieux et monuments
- Église Saint-Martin
- Château de Breuilpont  Inscrit MH (2017)[25], ayant appartenu à Louis Doublet de Persan, intendant du Commerce, secrétaire des Commandements de Monsieur (frère de Louis XIV), puis du Régent, et époux de la salonnière Marie-Anne Doublet qui y recevait des gens de lettres, et notamment Louis Petit de Bachaumont. De nos jours, il est la propriété de la maison de Lobkowicz.
- Château de Lorey, ayant appartenu à la comtesse de Montgrillon, objet d'une restauration en 1916-1920 par l'architecte Charles Adda[26]. L'orangerie du château est devenue la mairie de la commune voisine de Villiers-en-Désœuvre. Avant encore, Alfred de Musset note que ce château appartint à Marie Taglioni[27]
- Menhir dit Pierre-Frite dans le parc du château de Lorey, classé au titre des monuments historiques en 1950[28].
- Chapelle Saint-Lubin de Lorey, ancienne église paroissiale, dépendante du château du même nom depuis 1813, puis cédée à la commune en 2013.
- Chapelle Saint-Chéron

### Personnalités liées à la commune
- Marquis de Conflans, châtelain et décoré de l'ordre du Saint-Esprit.
- François et Françoise Le Cardinal, cultivateurs, sont reconnus justes parmi les nations par le Yad Vashem pour avoir sauvé trois enfants juifs à Breuilpont pendant la Seconde Guerre mondiale[29].

### Héraldique
| Armes de Breuilpont | Ces armes peuvent se blasonner ainsi aujourd'hui : d'hermine aux trois quintefeuilles d'or. |